# جيم دانيلسون
جيم دانيلسون (بالإنجليزية: Jim Danielson)‏ هو مهندس أمريكي، ولد في 11 ديسمبر 1930 في تشيكو في الولايات المتحدة.